# Hyman Rickover

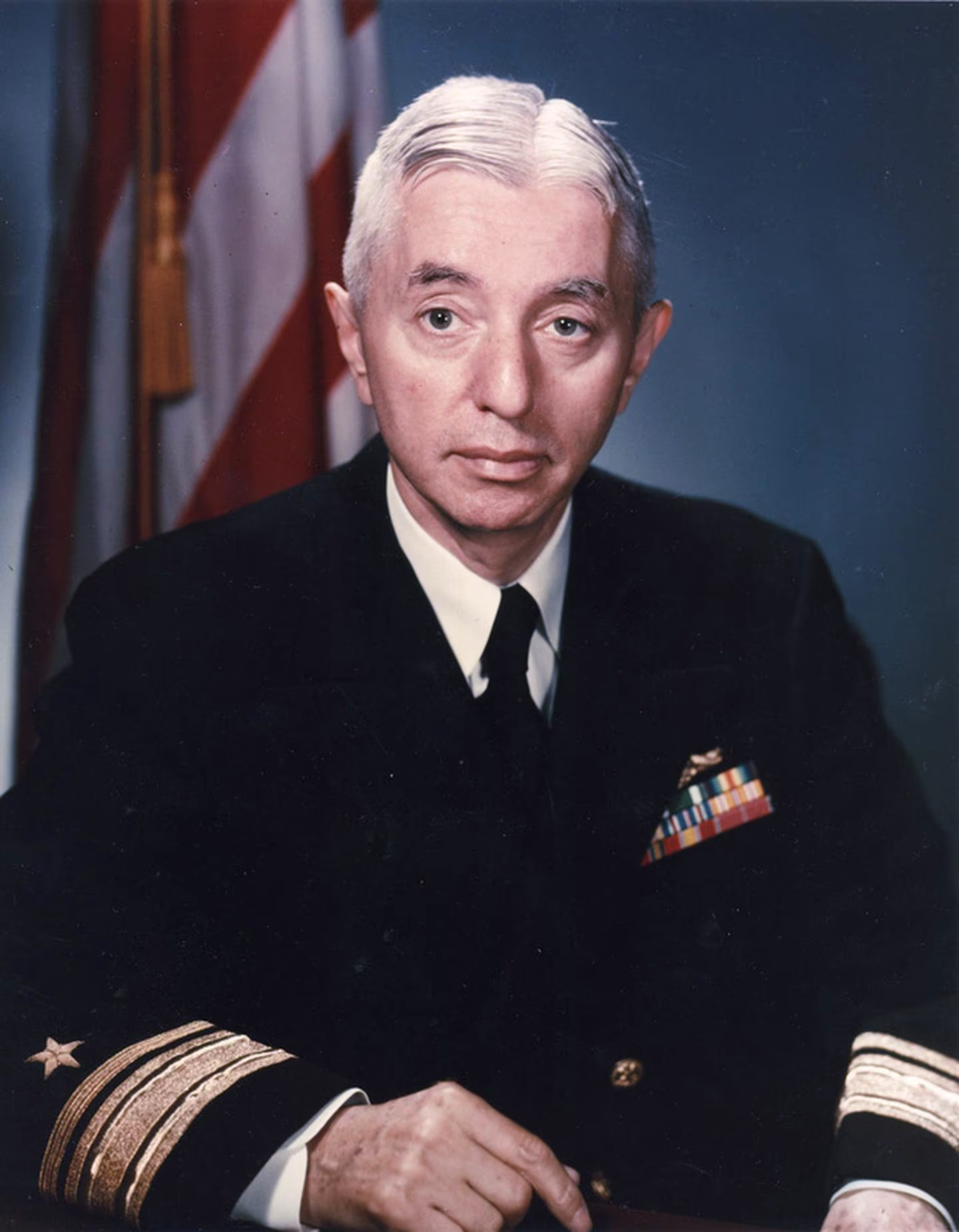
Hyman Rickover (1955)

Hyman George Rickover (* 27. Januar 1900 in Maków nad Orzycem, Polen, Russisches Kaiserreich, heute Polen; † 8. Juli 1986 in Arlington, Virginia) war ein Admiral der US Navy. Er gilt als „Vater der Nuklearmarine“ und steuerte als Direktor von Naval Reactors über Jahrzehnte deren Betrieb.

## Leben

### Kindheit
Rickovers Eltern waren polnische Juden. 1905 emigrierte die Familie aus dem Russischen Kaiserreich in die Vereinigten Staaten.

### Kommission
1918 immatrikulierte sich Rickover an der United States Naval Academy in Annapolis/Maryland. Zu dieser Zeit gab es sehr wenige Juden an den amerikanischen Kadettenschulen, und Rickover war häufig mit Antisemitismus konfrontiert. Als er die Marineakademie 1922 abschloss, war sein Foto im Jahrbuch seiner Klasse auf ein gelochtes, entfernbares Blatt gedruckt.
Nach seinem Abschluss wurde Rickover Ensign (Leutnant zur See). Sein erster Einsatz war auf dem Zerstörer La Vallette und auf dem Schlachtschiff Nevada. Danach studierte er an der Columbia University Maschinenbau und schloss 1929 mit dem Diplom Master of Science in Electrical Engineering ab. Von 1929 bis 1933 qualifizierte er sich für den U-Boot-Dienst und war auf zwei U-Booten, S-9 und S-48, eingesetzt.

### Übersetzung vonDas Unterseeboot
1933 wurde Rickover an das Inspektionsamt für Kriegs- und Marinematerial in Philadelphia versetzt. In diesem Jahr übersetzte er das Buch Das Unterseeboot des deutschen Admirals Hermann Bauer. Rickovers Übersetzung wurde ein Lehrbuch für den U-Boot-Dienst der US Navy.

### Kommandeur
Im Juni 1937 übernahm er das Kommando des Minenräumers USS Finch. Einige Monate später setzte man ihn als Ingenieur ein, und den Rest seiner Karriere verbrachte er in diesem Bereich.
Im Zweiten Weltkrieg leitete Rickover die Abteilung für elektrische Angelegenheiten beim Schiffsamt (Bureau of Ships). Er erhielt den Legion of Merit. Seine Arbeit brachte ihm wichtige Erfahrungen mit großen Entwicklungsprogrammen. Er lernte, wie man das beste Talent auswählt und wie die Marine ihre Beziehungen zur Privatindustrie verstärken kann.

### Anfang des Kernkraftwerkeprogrammes
Nach Kriegsende war Rickover überzeugt davon, dass die Kernenergie unentbehrlich für die Weiterentwicklung der U-Boote war. Bisher war deren Einsatzradius über und speziell unter Wasser eingeschränkt, weil die Batterien für den elektrischen Antrieb schnell erschöpft waren. Wenn man die U-Boote mit Atomenergie antreiben könnte, wäre die Einsatzfähigkeit eines U-Boots in beiden Fällen nahezu unbegrenzt.
1947 arbeitete Rickover wieder beim Schiffsamt. Er studierte am Oak Ridge National Laboratory die Atomwissenschaft und erforschte in enger Zusammenarbeit mit dem Amt die Möglichkeit, Schiffe mit Nuklear-Antriebssystemen auszurüsten. Im Februar 1949 kam er zur Abteilung für Reaktorentwicklung (Division of Reactor Development) der Atomic Energy Commission (AEC). Er war für die Bestrebungen zuständig, Schiffe der US-Marine mit Atomreaktoren zu bauen. Rickover war auch Direktor der Abteilung für Reaktoren beim Schiffsamt. Diese Doppelfunktion gab ihm die Gelegenheit, die Entwicklung und den Bau des ersten kerntechnischen U-Bootes der Welt zu leiten. Das Resultat war die Nautilus von 1955. Drei Jahre danach beförderte man Rickover zum Vizeadmiral; in den folgenden drei Jahrzehnten kontrollierte er streng jeden Aspekt des Nuklearprogrammes. Mit der NR-1 plante und förderte er Anfang der 1960er Jahre ein nuklear getriebenes Forschungs-U-Boot, das in den Jahren des Kalten Krieges in der Geheimhaltung unterliegenden Missionen eingesetzt wurde. Er überwachte sorgfältig jedes Schiff, die eingesetzte Technik sowie die Auswahl der Offiziere. Rickover bestand darauf, jeden Kandidaten für den U-Boot-Dienst persönlich zu interviewen, darunter auch den späteren Präsidenten Jimmy Carter. Viele glauben, Rickovers strenge Standards und seine Hartnäckigkeit seien für die tadellose Unfallstatistik der mit Kernkraftantrieb ausgerüsteten Schiffe der US-Marine verantwortlich. Jedoch setzte Rickover auf reine Wissenschaftlichkeit statt auf Taktik. Möglicherweise beeinträchtigte diese Methode die tatsächliche Gefechtsbereitschaft der U-Boote.

### US-Präsident Carter und Three Mile Island
1979 geschah der bis dahin schlimmste Nuklearunfall in der Geschichte der USA: Im Reaktor 2 des Kernkraftwerks Three Mile Island in Pennsylvania kam es zu einer partiellen Kernschmelze. Danach bestellte Präsident Carter eine Kommission, um eine Studie über den Unfall zu erstellen.
Rickover bat Carter dringend, den Bericht zu modifizieren. Später gestand Rickover ein, sein damaliges Vorgehen zu bedauern. Der Beinahe-GAU von Three Mile Island stärkte die Anti-Atomkraft-Bewegung in den USA und war Anlass, den Bau geplanter Kernkraftwerke in Frage zu stellen.

### Ruhestand
Rickover hält bis heute den Rekord für die längste Dienstdauer beim US-Militär. Er diente aktiv von 1918 bis 1982. Die meisten Offiziere verabschiedeten sich normalerweise nach zwanzig oder dreißig Jahren in den Ruhestand. Nachdem die Werft Electric Boat große Schwierigkeiten hatte, die U-Boote der Los-Angeles-Klasse zu fertigen, musste die Navy hohe Nachzahlungen tätigen, da sie gleichzeitig auch Versicherer des Geschäfts war. Diesen von Marineminister John F. Lehman getätigten Vertragsteil griff Rickover scharf an. Nachdem bekannt geworden war, dass Rickover Geschenke der Mutter von Electric Boat, General Electric, angenommen hatte, außerdem ein Zwischenfall mit dem U-Boot La Jolla, über das Rickover die direkte Kontrolle hatte, vertuscht worden war, erzwang Lehman am 19. Januar 1982 mit Rückendeckung von Präsident Ronald Reagan die Pensionierung des bereits 82 Jahre alten „Vaters der Nuklearmarine“.

### Institut für wissenschaftliche Forschung
Rickover gründete 1984 das Rickover Science Institute (heute: Research Science Institute). Dieses Institut veranstaltet jeden Sommer ein Programm für ungefähr 70 Schüler, das auf dem Campus des Massachusetts Institute of Technology stattfindet. Die High-School-Schüler besuchen das RSI für sechs Wochen. Sie forschen, besuchen Vorträge und schreiben eine Abhandlung. Dieses Institut gilt als eines der prestigeträchtigsten und anspruchsvollsten seiner Art.

### DieRickover
Zwei U-Boote wurden nach dem Admiral benannt (siehe USS Hyman G. Rickover). Das erste wurde 1984 in Dienst gestellt, zwei Jahre vor dem Tod Rickovers. Es war eine große Ehre, da nur wenige Schiffe nach lebenden Menschen benannt wurden.
Rickover starb am 8. Juli 1986 infolge eines Schlaganfalls in Arlington, Virginia. Er wurde unter militärischen Ehren auf dem Nationalfriedhof Arlington beigesetzt. Seine Frau aus erster Ehe, Ruth Masters Rickover (1903–1972), wurde mit ihm bestattet, während der Name seiner noch lebenden zweiten Ehefrau Eleonore A. Bednowicz Rickover auf seinem Grabstein eingraviert wurde. Robert Rickover, sein einziger Sohn aus erster Ehe, ist Lehrer.

## Sonstiges
An der Marineakademie in Annapolis reiben die Kadetten gleich vor ihren Prüfungen die Nase an einer Büste von Rickover, was ihnen Glück bringen soll.

## Zitate
- „Zu jeder beliebigen Zeit an einem 24-Stunden-Tag schläft nur ein Drittel der Menschheit. Währenddessen sind die anderen wach und machen Ärger“.
- „Man übernimmt gute Ideen nicht automatisch. Sie müssen mit tapferer Geduld in die Praxis gedrängt werden“.